# داویده بیوندینی
داویده بیوندینی (به ایتالیایی: Davide Biondini) بازیکن فوتبال و مدافع اهل ایتالیا است که از سال ۲۰۰۹ میلادی عضو تیم ملی فوتبال ایتالیا بوده و در ۲ بازی ملی حضور داشته‌است. او در بازی‌های ملی‌اش گلی به ثمر نرساند.
داویده بیوندینی آخرین بازی ملی خود را در سال ۲۰۰۹ میلادی انجام داد.